# Música de Guinea Equatorial

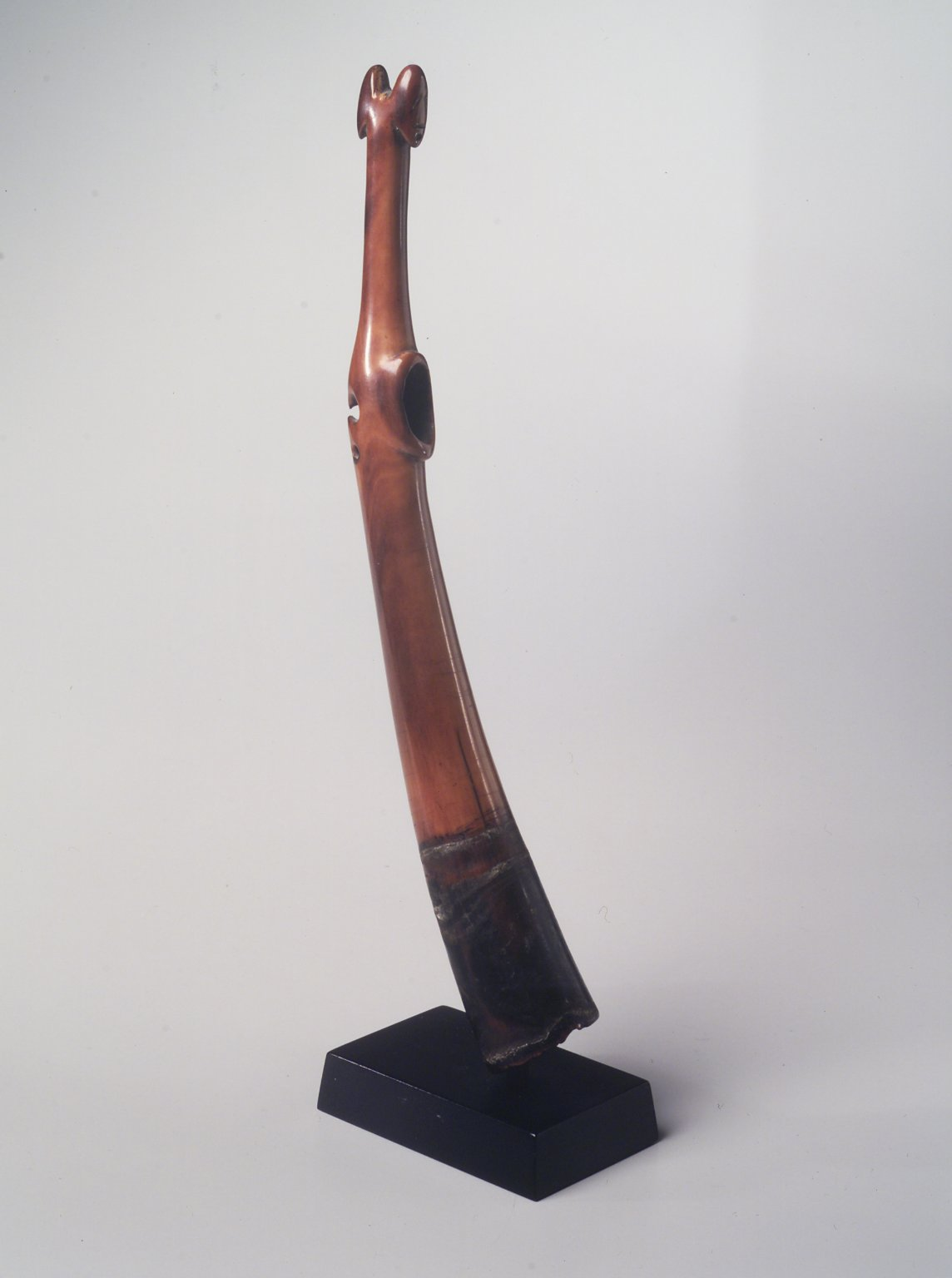
Trompeta fang-betit

La cultura i música de Guinea Equatorial ha estat més documentada que la de la majoria de països d'Àfrica. Això és parcialment a causa de la poca grandària del país i una població d'uns 676.000 habitants. Guinea Equatorial va ser creada amb tres antigues colònies espanyoles: Riu Muni, una franja de terra entre el Camerun i Gabon, Bioko, una illa prop de Camerun, i Annobón, una illa en l'Oceà Atlàntic lluny de terra ferma.
L'himne nacional de Guinea Equatorial va ser escrit per Atanasio Ndongo Miyone, i es va adoptar oficialment en 1968, quan el país es va independitzar d'Espanya.

## Música folklòrica
El grup ètnic més gran són els fangs, encara que també hi ha nombrosos bubis i poblacions més petites de Bisio, Bujeba, ndowe, blegui i els annobonesos. Els fang són coneguts pel seu mvet, un encreuament entre una cítara i un arpa. El mvet pot tenir fins a quinze cordes. La part semi-esfèrica d'aquest instrument està fetz de bambú i les cordes estan unides al centre per les fibres. La Música per la mvet està escrita en una forma de notació musical que només pot ser apresa pels iniciats en la societat bebom mvet. La música és interpretada generalment amb un cor. Músics com Eyi Moan Ndong i Obama han ajudat a popularitzar l'estil folklòric.
El balélé i l'ibanga risque són dos de les moltes danses de Guinea Equatorial, la majoria dels quals són acompanyades per una orquestra de tres persones o quatre que consisteixen en un arranjament de sanza, xilòfons, tambors, cítares i arpes d'arc.
Un altre instrument molt popular és el tam-tam, que és una caixa de fusta coberta amb pell d'animal. Al seu centre, hi ha tecles de bambú per a escales musicals. Un segon tipus de tam-tam té dos nivells diferents de claus musicals. Generalment, els instruments musicals de fusta estan decorats amb imatges de la fauna i amb els dibuixos geomètrics. Els tambors són coberts amb pells d'animals o dibuixos d'animals.

## Música popular
Hi ha poca música popular que surt de Guinea Equatorial. Són populars grups amb estils panafricans com soukous i makossa, i també ho són el reggae i el rock and roll. Bandes de guitarra acústica basades en el model espanyol són les més conegudes especialment són Desmali Y Su Grupo Dambo de la Costa.
Altres músics de Guinea Equatorial son Malabo Strit Band, Luna Loca, Chiquitin, Dambo de la Costa, Ngal Madunga, Lily Afro i grups exiliats a Espanya com Super Momo, Hijas del Sol i Baron Ya Buk-Lu. També pertanyen a la comunitat guineana ubicada a Espanya el cantant de hip-hop El Chojin i Concha Buika.